# Record de France de l'heptathlon
Pour un article plus général, voir Records de France d'athlétisme.
Le record de France senior de l'heptathlon est détenu par Eunice Barber, qui établit la performance de 6 889 pts, le 4 juin 2005 lors du Meeting International d'Arles. L'heptathlon masculin se dispute exclusivement en salle, Kevin Mayer est le détenteur du record de France avec 9 126 pts, réalisés les 14 et 15 septembre 2018 lors du Decastar de Talence en France. Il s'agit également du record du monde actuel.

## Record de France masculin (salle)
| Temps     | Athlète           | Date             | Lieu            |
| --------- | ----------------- | ---------------- | --------------- |
| 6 273 pts | Christian Plaziat | 10 février 1990  | Nogent-sur-Oise |
| 6 289 pts | Christian Plaziat | 1er février 1992 | Nogent-sur-Oise |
| 6 418 pts | Christian Plaziat | 28 février 1992  | Gênes           |
| 6 479 pts | Kevin Mayer       | 5 mars 2017      | Belgrade        |

## Record de France féminin (plein air)
| Marque    | Athlète           | Date             | Lieu              |
| --------- | ----------------- | ---------------- | ----------------- |
| 5 537 pts | Nadine Debois     | 2 mai 1981       | Antony            |
| 5 590 pts | Florence Picaut   | 23 mai 1981      | Götzis            |
| 5 644 pts | Florence Picaut   | 7 juin 1981      | Villeneuve-d'Ascq |
| 5 767 pts | Florence Picaut   | 11 juillet 1981  | Zoug              |
| 5 899 pts | Florence Picaut   | 24 juillet 1982  | Montargis         |
| 6 006 pts | Chantal Beaugeant | 19 mai 1984      | Nice              |
| 6 089 pts | Chantal Beaugeant | 23 juin 1984     | Lons-le-Saunier   |
| 6 153 pts | Chantal Beaugeant | 6 juillet 1985   | Athis-Mons        |
| 6 305 pts | Chantal Beaugeant | 7 septembre 1985 | Arles             |
| 6 333 pts | Nadine Debois     | 26 avril 1986    | Clamart           |
| 6 410 pts | Chantal Beaugeant | 23 mai 1987      | Götzis            |
| 6 702 pts | Chantal Beaugeant | 18 juin 1988     | Götzis            |
| 6 861 pts | Eunice Barber     | 21 août 1999     | Séville           |
| 6 889 pts | Eunice Barber     | 4 juin 2005      | Arles             |

## Sources
- DocAthlé2003, Fédération française d'athlétisme, p. 45
- Chronologies des records de France seniors plein air sur cdm.athle.com
- Chronologies des records de France seniors en salle sur cdm.athle.com